# Gabriel Arias (beisebolista)
Gabriel DeJesus Arias (Licey al Medio, 6 de dezembro de 1989) é um jogador de beisebol dominicano, que joga na posição de arremessador (pitcher).

## Carreira
Arias compôs o elenco da Seleção Dominicana de Beisebol nos Jogos Olímpicos de Verão de 2020 em Tóquio, onde conquistou a medalha de bronze após derrotar a equipe sul-coreana na disputa pelo pódio.